# めざにゅ〜
『めざにゅ〜』は、2003年10月1日から2014年3月28日までフジテレビと一部系列局で早朝に生放送されていたニュース・情報番組。

## 概要
番組内容はニュース、天気予報、スポーツニュース、芸能情報を主とする。『めざましテレビ』の姉妹番組で、「めざましファミリー」を形成する番組の1つとされる。番組開始時の1990年代中頃の他局平日早朝の情報番組は、4:30開始が多数派であったが、当番組は4:00（以下JST）開始と、より早いことが特徴であった。。
番組名の『にゅ〜』は、「N・E・W・S」（N=ニュース、E＝エンタ、W＝ウェザー、S＝スポーツ）に由来する。
5:00からは、フジテレビ以外に、東海テレビ、テレビ西日本、新潟総合テレビ、テレビ静岡、テレビ新広島、岡山放送の各系列局でも放送。北海道文化放送では、同時間帯のローカル番組『早おき!てれび めざまし北海道』内で一部のニュースコーナーだけをネット。また、それ以外の局でも極稀に臨時でネットされることがあった。なお、先述のようにスポーツ中継などで本番組を休止または時間変更する場合、ネット局ではいずれも中継や本番組を放送することもあるが、中には放送休止状態（停波）になる局もある。第1部もしくは第2部からネットする局も現れるが、その場合は関東地方の天気予報が他の地方でも放送されることになる。また、有事発生時に報道特別番組扱いで臨時に全国ネットになることがあった。
2006年10月7日から2009年9月26日まで、関東ローカルで土曜日5:00 - 5:30（JST）にも放送していた。平日は本番組の直後が『めざましテレビ』となっており、「めざましファミリー」関連の番組編成となっていたが、土曜日は本番組と『めざましどようび』の間に『週刊フジテレビ批評』を挟んでおり、若干中途半端な番組編成であった。当初は平日枠の様な特集コーナーが無く、ニュース（スポーツ・芸能含む）と天気予報のみというシンプルな番組構成だったが、後に「シネ○のドヨーデショー」コーナーが設けられた。視聴率は土曜早朝としては好調な部分もあったが、土曜版はわずか2年で廃止となった。
2007年9月29日までメインキャスターは杉崎美香だけだったが、2007年10月6日から2009年9月19日まで土曜（2008年4月以降は木 - 土曜）は松尾翠が担当するようになり、2009年9月24日から2010年10月1日までは加藤綾子が松尾の後任を務めた。2010年10月4日からは杉崎が水 - 金曜の担当に変更となり、杉崎が出演しなくなった月・火曜は椿原慶子が担当していた。しかし、その椿原が2011年3月29日放送で降板したことに伴い、杉崎が翌週の4月4日放送より再び月 - 金でフル出演で担当することになった。その後、2011年9月末で杉崎は番組を卒業し、以降は半年から一年ごとに進行役が交代していった。（詳しくは後述）
2010年7月5日よりセットがリニューアル。全体的に簡素化され机（ただし、4時台と5時台のスポーツ・芸能情報の時には担当キャスター（月 - 水 山中・木・金 松村）の所には、簡易的な机はある。）と椅子がなくなったため、放送中出演者はずっと立ったままで進行することになった。
2011年10月31日より、オープニングメロディーが変更された。それと同時に音声モードがモノラルからステレオに変更された。
視聴率は概ね0%台後半～3%台で推移していて、2011年以降は裏番組の『Oha!4 NEWS LIVE』の視聴率が低迷していたこともあり、一時期時間帯トップに立っていた。しかし、2013年ごろから逆転された。
2014年3月28日を以って、本番組は終了し、10年半の歴史に幕を下ろした。後継番組は『めざましテレビ アクア』。終了時点での出演者6名のうち、本番組の終了に合わせて遠藤のみ降板、他の出演者5名は引き続き「-アクア」に出演する。引き続き「-アクア」に出演する5名のうち、神田のみ担当が月・火・水曜から水・木曜に変更となったが、他の4名は本番組と同じ曜日に出演する。

## 出演者
特記以外はフジテレビアナウンサー。
メインキャスター（MC）
- 神田愛花（月 - 水曜、2013年4月1日 - セント・フォース所属のフリーアナウンサー）。
- 遠藤玲子（木・金曜、2013年10月3日 - ）

情報キャスター
- 竹内友佳（月 - 水曜、2013年9月30日 - ）『めざましテレビ』の火曜「ココ調」リポーター
- 高見侑里（木・金曜、2013年10月3日 - セント・フォース所属のタレント）『めざましどようび』の芸能キャスターと兼任。

天気予報キャスター
- 久代萌美（月・火曜、2013年9月30日 - ）
- 三上真奈（水 - 金曜、2013年10月2日 - ）

イマ知り
- 色紙千尋（水曜、2013年10月2日 - セント・フォース所属のタレント）

ニューヨーク中継
- 久下香織子（FCI所属、FNNニューヨーク支局） - 番組開始当初から断続的に担当。
- 阿部知代（2012年8月22日 - ）

### キャスター変遷
メイン・お天気キャスター・情報キャスター
| 期間      | 期間       | メイン   | メイン   | メイン   | メイン   | 天気予報   | 天気予報 | 天気予報   | 天気予報 | 情報       | 情報       | 情報     | 情報     |
| 期間      | 期間       | 月・火   | 水       | 木・金   | 土       | 月・火     | 水       | 木・金     | 土       | 月・火     | 水         | 木・金   | 土       |
| --------- | ---------- | -------- | -------- | -------- | -------- | ---------- | -------- | ---------- | -------- | ---------- | ---------- | -------- | -------- |
| 2003.10.1 | 2004.12.30 | 杉崎美香 | 杉崎美香 | 杉崎美香 | 放送なし | 戸部洋子   | 戸部洋子 | 石本沙織   | 放送なし | （不在）   | （不在）   | （不在） | （不在） |
| 2005.1.6  | 2005.9.30  | 杉崎美香 | 杉崎美香 | 杉崎美香 | 放送なし | 戸部洋子   | 戸部洋子 | 高橋真麻   | 放送なし | （不在）   | （不在）   | （不在） | （不在） |
| 2005.10.3 | 2006.9.29  | 杉崎美香 | 杉崎美香 | 杉崎美香 | 放送なし | 遠藤玲子   | 遠藤玲子 | 高橋真麻   | 放送なし | （不在）   | （不在）   | （不在） | （不在） |
| 2006.10.2 | 2007.9.29  | 杉崎美香 | 杉崎美香 | 杉崎美香 | 杉崎美香 | 遠藤玲子   | 遠藤玲子 | 松尾翠     | 松尾翠   | （不在）   | （不在）   | （不在） | （不在） |
| 2007.10.1 | 2008.3.29  | 杉崎美香 | 杉崎美香 | 杉崎美香 | 松尾翠   | 生野陽子   | 生野陽子 | 松尾翠     | 岩崎千明 | （不在）   | （不在）   | （不在） | （不在） |
| 2008.3.31 | 2008.9.27  | 杉崎美香 | 杉崎美香 | 松尾翠   | 松尾翠   | 生野陽子   | 生野陽子 | 岩崎千明   | 岩崎千明 | （不在）   | （不在）   | （不在） | （不在） |
| 2008.9.29 | 2009.3.28  | 杉崎美香 | 杉崎美香 | 松尾翠   | 松尾翠   | 岩崎千明   | 岩崎千明 | 岩崎千明   | 加藤綾子 | 生野陽子   | 生野陽子   | 加藤綾子 | 加藤綾子 |
| 2009.3.30 | 2009.9.26  | 杉崎美香 | 杉崎美香 | 松尾翠   | 松尾翠   | 岩崎千明   | 岩崎千明 | 岩崎千明   | 加藤綾子 | 宮瀬茉祐子 | 宮瀬茉祐子 | 加藤綾子 | 加藤綾子 |
| 2009.9.28 | 2010.10.1  | 杉崎美香 | 杉崎美香 | 加藤綾子 | 廃止     | 山中章子   | 山中章子 | 松村未央   | 廃止     | 椿原慶子   | 岩崎千明   | 岩崎千明 | 廃止     |
| 2010.10.4 | 2011.3.31  | 椿原慶子 | 杉崎美香 | 杉崎美香 | 廃止     | 細貝沙羅   | 細貝沙羅 | 山﨑夕貴   | 廃止     | 山中章子   | 山中章子   | 松村未央 | 廃止     |
| 2011.4.1  | 2011.9.30  | 杉崎美香 | 杉崎美香 | 杉崎美香 | 廃止     | 細貝沙羅   | 細貝沙羅 | 高見侑里   | 廃止     | 山中章子   | 山中章子   | 松村未央 | 廃止     |
| 2011.10.3 | 2012.3.30  | 戸部洋子 | 石本沙織 | 石本沙織 | 廃止     | 竹内友佳   | 竹内友佳 | 三田友梨佳 | 廃止     | 山中章子   | 山中章子   | 高見侑里 | 廃止     |
| 2012.4.2  | 2012.9.28  | 戸部洋子 | 石本沙織 | 石本沙織 | 廃止     | 三田友梨佳 | 竹内友佳 | 竹内友佳   | 廃止     | 山中章子   | 山中章子   | 高見侑里 | 廃止     |
| 2012.10.1 | 2013.3.29  | 戸部洋子 | 戸部洋子 | 松尾翠   | 廃止     | 久代萌美   | 久代萌美 | 色紙千尋   | 廃止     | 高見侑里   | 三田友梨佳 | 竹内友佳 | 廃止     |
| 2013.4.1  | 2013.9.27  | 神田愛花 | 神田愛花 | 松尾翠   | 廃止     | 久代萌美   | 久代萌美 | 色紙千尋   | 廃止     | 高見侑里   | 竹内友佳   | 竹内友佳 | 廃止     |
| 2013.9.30 | 2014.3.28  | 神田愛花 | 神田愛花 | 遠藤玲子 | 廃止     | 久代萌美   | 三上真奈 | 三上真奈   | 廃止     | 竹内友佳   | 竹内友佳   | 高見侑里 | 廃止     |

ニューヨーク中継担当・コーナーレギュラー
| 期間      | 期間      | N.Y.中継 | N.Y.中継            | ハヤリ・MONO イマ知り （水曜日企画コーナー） |
| 期間      | 期間      | 男性     | 女性                | ハヤリ・MONO イマ知り （水曜日企画コーナー） |
| --------- | --------- | -------- | ------------------- | -------------------------------------------- |
| 2003.10.1 | 2004.8.27 | 福原直英 | （不在）            | 放送なし                                     |
| 2004.8.30 | 2005.3.31 | 野島卓   | 久下香織子          | 放送なし                                     |
| 2005.4.1  | 2006.3.31 | 野島卓   | クリスタル・マキ    | 放送なし                                     |
| 2006.4.3  | 2007.9.28 | 野島卓   | 久下香織子          | 放送なし                                     |
| 2007.10.1 | 2009.9.25 | 佐野瑞樹 | 久下香織子          | 放送なし                                     |
| 2009.9.28 | 2010.10.1 | 佐野瑞樹 | 久下香織子          | 山縣苑子                                     |
| 2010.10.4 | 2012.6.8  | 長谷川豊 | 久下香織子          | 岩崎千明                                     |
| 2012.6.11 | 2012.8.21 | 川端健嗣 | 久下香織子          | 岩崎千明                                     |
| 2012.8.22 | 2013.9.27 | （不在） | 久下香織子 阿部知代 | 岩崎千明                                     |
| 2013.9.30 | 2014.3.28 | （不在） | 久下香織子 阿部知代 | 色紙千尋                                     |

ナビゲーション・ナレーター
- 藤井佑実子（2003年10月1日 - 2011年9月30日、ビーボ所属の声優、ナレーター）

にゅ〜シネマパラダイス
- 兵頭頼明（ニッポン放送社員の映画評論家）

お手軽プチプチめにゅ〜
- Ms.ローズマリー（2005年 - 2006年3月） - 声のみ。声の主はナレーターの藤井佑実子。

### その他の出演者
めざまし川柳 月間大賞・年間大賞
- 石田衣良（作家、めざまし川柳審査員長）

### 出演者の休業時代理
キャスター代理
- 秋元優里（土曜、2007年8 - 9月）

松尾が夏休みや杉崎の代理で月 - 金曜に通しで出演した際の土曜メインキャスター代理。
ニューヨーク中継代理
- 高木広子 - 久下の産休の代理。
- 川端健嗣（2007年9月20日 - 10月、2012年6月25日 - 8月）

2007年は野島の帰国後、佐野の着任までの代役。2012年は長谷川の不祥事発覚に伴い、阿部の着任までの代役。

### 番組のキャラクター
- めざにゅ〜君

番組開始当時から現在に至るまで起用されている。番組のタイトル画面、ニュースコーナーへの切り替わり、CMへの切り替わり（“めざにゅ〜”コール）などの際に登場。「めざましファミリー」のキャラクターの中でも、番組内で多数登場機会がある。4時・5時ちょうどのタイトル画面では目の部分に「4AM」・「5AM」と表示される。ただし、番組編成の都合で開始時間が変更の場合「4AM」・「5AM」表示が行われないこともある。
番組開始当時より収録スタジオ内に置物としていくつか存在していて、オープニングの時などに映し出されていた（季節にあわせて被り物などで装飾されるときもある）。オープニングやめざまし川柳で映し出されていた方のめざにゅ〜君は6年余の歳月を物語る補修跡が所々にあり、2010年5月27日放送より新品(目の周りが、旧作で黄色だったところが茶色に塗られている)に交換されたが、7月5日のセットリニューアルに伴い、スタジオ内のめざにゅ〜君人形は事実上廃止。

## ネット局
フジテレビ以外の局は原則として5:00から飛び乗り。
| 放送対象地域  | 放送局                          | 系列           | 放送日時            | 放送開始日    | 備考       |
| ------------- | ------------------------------- | -------------- | ------------------- | ------------- | ---------- |
| 関東広域圏    | フジテレビ 『めざにゅ〜』制作局 | フジテレビ系列 | 月 - 金 4:00 - 5:25 | 2003年10月1日 |            |
| 中京広域圏    | 東海テレビ                      | フジテレビ系列 | 月 - 金 5:00 - 5:25 | 2003年10月1日 |            |
| 新潟県        | 新潟総合テレビ                  | フジテレビ系列 | 月 - 金 5:00 - 5:25 | 2004年10月4日 |            |
| 福岡県        | テレビ西日本                    | フジテレビ系列 | 月 - 金 5:00 - 5:25 | 2004年10月4日 |            |
| 静岡県        | テレビ静岡                      | フジテレビ系列 | 月 - 金 5:00 - 5:25 | 2005年4月1日  | [ 注釈 8 ] |
| 広島県        | テレビ新広島                    | フジテレビ系列 | 月 - 金 5:00 - 5:25 | 2005年10月3日 | [ 注釈 9 ] |
| 岡山県 香川県 | 岡山放送                        | フジテレビ系列 | 月 - 金 5:00 - 5:25 | 2009年3月30日 |            |

過去のネット局
- 関西テレビ（2007年10月1日 - 2010年3月25日）[注釈 10]

## 放送時間
- 4:00 - 4:25 … 第1部 通常はフジテレビのみで放送。前日のプロ野球中継の延長・放送機材のメンテナンス・4:00をまたぐ深夜番組の放送時など、編成の都合上、第1部の開始時刻繰り下げ・短縮、もしくは休止となる場合がある。
  - フジテレビの一般向けの資料によれば、このパートに限り、当日早朝一番の番組として扱っているものと前日深夜最終の番組として扱っているものが混在しており、2012年2月頃からはフジテレビの公式 Web 上の週間番組表上でも前日深夜の最終番組として取り扱われるようになった（停波明けすぐに第1部を放送する場合を除く）。また、テレビ情報誌等でも、番組開始当初からこのパートを前日深夜の最終番組として扱っているものがある。
  - かつて、2006年10月5日から2009年3月までの間、毎週木曜日4:00 - 4:29に『テレビ寺子屋』[注釈 11]が放送されていたため、木曜日のみこの時間帯の放送はなくなっていた。
- 4:25 - 5:00 … 第2部 通常はフジテレビのみで放送。前日のプロ野球中継の大幅延長など、編成の都合上極稀に、第2部の開始時刻繰り下げ・短縮となる場合がある。曜日コーナーの時間は現在のタイムテーブルを参照。
- 5:00 - 5:25 … 第3部 番組開始当初から若干衣装（上着を1枚脱ぐ程度）を変えて放送していたが、杉崎の降板（2011年9月30日）を以って廃された。なお、東北地方太平洋沖地震（東日本大震災）直後のしばらくの間はこれを自粛し、行っていなかった。

## 番組終了時のタイムテーブル
大事件・事故により、タイムテーブルが多少変更される場合がある。
| 時刻    | 放送内容                                       | 備考                                           |
| ------- | ---------------------------------------------- | ---------------------------------------------- |
| 4:00.00 | 第1部 オープニング・天気予報                   |                                                |
| 4:01頃  | ウェザにゅ〜                                   |                                                |
| 4:03頃  | MEZA NEWS                                      | スポーツ・芸能情報も内包                       |
| 4:22頃  | きょうのわんこagain                            | 金曜日のみ、にゃんこagain                      |
| 4:24頃  | 今日の予定                                     |                                                |
| 4:26.00 | 第2部 オープニング・天気予報                   |                                                |
| 4:28頃  | MEZA NEWS                                      |                                                |
| 4:33頃  | めざにゅ〜よ〜く                               |                                                |
| 4:35頃  | CM                                             |                                                |
| 4:36頃  | スポーツ紙の一面チェック・スポーツ             |                                                |
| 4:43頃  | CM                                             |                                                |
| 4:45頃  | 曜日別 企画コーナー                            | ※詳細は別途記載                                |
| 4:52頃  | 芸能情報                                       |                                                |
| 4:59頃  | 全国の天気予報・ヘッドライン                   |                                                |
| 5:00.00 | 第3部オープニング・天気予報                    | フジテレビ以外のネット局はこの時間に飛び乗り   |
| 5:01頃  | MEZA NEWS                                      |                                                |
| 5:06頃  | 新聞コーナー                                   |                                                |
| 5:09頃  | CM                                             |                                                |
| 5:10頃  | ウェザにゅ〜                                   |                                                |
| 5:12頃  | 食べロードGO!GO!                               |                                                |
| 5:15頃  | CM                                             | 01分00秒                                       |
| 5:16頃  | 芸能情報・スポーツ                             |                                                |
| 5:23頃  | きょうの1枚                                    |                                                |
| 5:24頃  | エンディング                                   |                                                |
| 5:25.00 | 放送終了（SB枠なしで『めざましテレビ』に接続） | 放送終了（SB枠なしで『めざましテレビ』に接続） |

## 番組終了時の放送内容

### 月 - 金曜日
第1部（4:00 - 4:25）深夜番組等の関係で遅れにより、この時間(一部、または全て)休止の場合あり
オープニング
3人で、オープニングを行う。その日の、気になるニュースを伝える。
杉崎担当時、「これからおやすみになる方もそしてお目覚めの方も時刻は×:××（開始時刻）になりました。○月○日○曜日、『めざにゅ〜』の時間です」のフレーズは代名詞となっていた。その後一度廃止された後『めざましテレビアクア』にて復活している。
ウェザニュー(気象情報)
オープニングに続いて、全国の気象情報のあと、関東地方の気象情報・週間予報を放送する。
MEZA NEWS（ニュース）
前日のニュース番組の映像を使用する。原稿読みは、メインキャスター・ナレーターが行う。以前は、L字型画面を用いてその他のニュースを表示した。
スポーツ・芸能情報
情報キャスターが伝える。メインキャスター・お天気キャスターも出演する
きょうのわんこagain（金曜日のみ、にゃんこagain）
通常（『めざましテレビ』時）は、オープニングで○○番と書いてあるが、この場合はagainとなる。「ココ調」とは違い、ナレーションは西山喜久恵（フジテレビアナウンサー）が担当する。
きょうの予定・このあとのめざにゅ〜
今日の予定を5本紹介する。その後、この後の本番組の特集を流す。
第2部（4:25 - 5:00）前夜の野球中継の大幅延長による遅れにより、極稀にこの時間（一部、または全て）休止の場合あり
めざにゅ〜コール・オープニング
めざにゅ〜コールの後に、挨拶を3人で行い、その日の気になるニュースを紹介する。続いて、関東と予報・気温・週間予報を伝える。
MEZA NEWS（ニュース）
前日のニュース番組の映像を使用する。原稿読みは、メインキャスターが行う。
めざにゅ〜よ〜く（ニューヨークからの中継）
NY支局の久下または阿部がニューヨークを中心にアメリカのニュース、新聞記事、情報を伝える。その日の『めざましテレビ』と同じもの。
スポーツ情報
スポーツを情報キャスターが伝える。スポーツ紙の一面をチェックする。
曜日コーナー
日替わりでさまざまな情報を伝える。
芸能情報
芸能を情報キャスターが伝える。
めざにゅ〜コール・全国の天気・ヘッドライン
めざにゅ〜コール（「めざにゅ〜、まだまだ続きます」）（5秒間）→全国の天気・気温（20秒）5時台の本番組のヘッドライン3本がある（35秒）。 CMなしで第3部に繋ぐ。
第3部（5:00 - 5:25）フジテレビ以外はこの時間のみ
オープニング
挨拶を3人で行い、その日の気になるニュースを紹介する。4時台の第1部、第2部に比べ簡素な挨拶になる。
MEZA NEWS（ニュース）
朝のニュースを伝える。
新聞コーナー
情報キャスターが担当する。
ウェザにゅ〜（天気予報）・きょうの予定
最新の天気(5時発表)の天気を伝える。全国の天気のみである。今日の予定を5本紹介する。
食べロードGO!GO!
全国の「道の駅」で扱っている「売れ筋商品」や、番組が見つけた「イチ押し商品」を紹介。地方の特産品の魅力を紹介する。
スポーツ・芸能情報
めざにゅーコールの後に情報キャスターが伝える。メインキャスター・お天気キャスターも出演する。
きょうの一枚
きょうの写真を1枚出演者が日替わり交代で紹介する。CMなしで『めざましテレビ』に繋ぐ。

## レギュラーコーナー紹介

### 現在の曜日コーナー（4:45頃）
- 月：ハマ♪SONG Plus+
- 火：食べイク[注釈 12]
- 水：イマ知り
- 木：みんなに聞きまSHOW
- 金：ココ行こ[注釈 13]

### ウェザにゅ〜（天気予報）
ウェザにゅ〜は4:27頃、5:10頃の2回放送される。
- 4:27頃の天気は、関東の時間別の天気と気温・関東の風と波・●・週間予報（西日本 → 東・北日本）。
- 5:10頃の天気は、全国時間別の天気と気温（西日本 → 東日本・北日本）・週間予報（西日本 → 東・北日本）。

警報、注意報、台風情報があるときはそれが最初に放送される。また、上記の●印部分では、カラカラ予報・花粉予報・熱中症予報など、季節により違う予報が放送される。時々、天気情報の前後に季節を告げる話題など、小ネタがオンエアされることがある。
BGMは、現在のめざにゅ〜テーマソングが使われる。

### 不定期のコーナー
いずれも「めざまし川柳」(2010年12月29日で終了)の関連コーナーのため、現在は終了している。
- 毎月最終日：月間大賞
その月に紹介された「めざまし川柳」の作品の中から大賞作品を1つ選出する。賞品は、当初は何もなかったが、現在は本番組グッズが贈られる。また、賞品無し時代の大賞受賞者にも、遡って賞品が贈られた。
- 毎年12月最終日：年間大賞
月間大賞と同様、その年の年間大賞が発表される。月間・年間ともに、石田衣良（直木賞作家）が審査員長を務め、大賞作品を選出する。もともとは杉崎美香と天気予報キャスターが中心に大賞作品を選出していた。2005年1月からは、石田がめざまし川柳審査員長に就任し、キャスターの意見を取り入れつつ選出するようになった。なお、5:19から始まり、通常の「めざまし川柳」より長い時間が設けられる。

## 過去のコーナー
- 月曜日
  - ナビ〜のシネマシャウト（映画の紹介）
  - めざまし体操（石本が各地を訪ねて一緒に体操する）
  - 麺THEにゅ〜（麺に関する店を訪ね紹介する）
  - 先週の本日発売（2008年2月終了、『めざましテレビ』での「本日発売」のコーナー消滅に伴い）
  - Roots of my music（2008年3月24日終了）
- 火曜日
  - CXのお仕事（2008年3月25日終了）
  - 玲子の勝手に行ってきて（旅、2007年9月25日終了）
  - お手軽!プチプチめにゅ〜（料理）
  - 対決!プチプチめにゅ〜（料理）
  - Love Love プチめにゅ〜（料理、2007年9月25日終了）
  - 東京女子ゴハン（2009年3月24日終了）[注釈 14]
  - アナバ食堂（2011年3月29日終了）[注釈 15][注釈 16]
- 水曜日
  - 名曲アライブ（2008年3月26日終了）
  - にゅ〜シネマパラダイス（映画の紹介　解説：兵頭頼明）
  - 39ミュージアム
  - ハヤリ･MONO（2011年3月30日終了）
- 木曜日
  - マイブックオブハート（芸能人が薦める本の紹介）
  - 街角の主張
  - めざにゅ〜相談室（視聴者からの悩み、疑問などを解決する）
  - めざにゅ〜ライブラリー
  - 東京ランチ★パラダイス（2008年3月27日終了、杉崎がメールで送られてくるヒントを頼りに、ランチの名店を探し当てる）[注釈 17]
  - ココCHECKチアキアルキ（2008年9月25日終了）[注釈 18]
- 金曜日
  - 私の道しるべ（杉崎と石本が東京を散策する）
  - ちょっと行って美っ香　※基本隔週
  - まーさのチャレンジ元気印　※基本隔週
  - 挑戦ドレミファみどり（毎月1つの楽器を習得し、月の最終金曜日に披露する。2007年9月28日終了）
  - わらしべみどりッチ（松尾が様々な場所で物物交換をするコーナー、2008年3月28日終了）
- 土曜日
  - シネ○のドヨーデショー（2009年9月26日終了）
- 月 - 金
  - めざまし川柳（番組最後に視聴者から投稿された川柳を紹介、採用されると「杉崎キャスター携帯ストラップ」をプレゼントしていた。2010年12月29日終了）[注釈 19]
  - きょうのマルシェ（「銀座めざマルシェ」から選りすぐりのイッピンを紹介。地方の名産の魅力をたっぷり紹介。2010年12月29日までは4時台に放送していた。2012年3月30日終了）

### 過去のニュース名称
- 4:00 -
  - MORNING LINE
  - NEWS FILE（ - 2011年3月31日）
- 4:30 -
  - NEWS LINE
  - FIRST NEWS（ - 2011年3月31日）
- 5:00 -
  - FRONT LINE
  - TOP NEWS（ - 2011年3月31日）

## テーマソング
| 使用期間   | 使用期間   | 歌手名・ユニット名 曲名                         | 歌手名・ユニット名 曲名                            | 備考                     |
| 使用期間   | 使用期間   | 4時台                                           | 5時台                                              | 備考                     |
| ---------- | ---------- | ----------------------------------------------- | -------------------------------------------------- | ------------------------ |
| 2003.10.01 | 2004.03.31 | Al Jarreau 「Mornin'」                          | 中島みゆき 「夢の通り道を僕は歩いている」          |                          |
| 2004.04.01 | 2004.12.30 | Clementine 「SEASON IN THE SUN」                | 中島みゆき 「夢の通り道を僕は歩いている」          |                          |
| 2005.01.06 | 2005.12.29 | オリビア・ニュートン＝ジョン 「そよ風の誘惑」   | 今井美樹 「素敵な一日でありますように…」           |                          |
| 2006.01.04 | 2006.02.28 | Enya 「Amid the falling snow」                  | 今井美樹 「素敵な一日でありますように…」           |                          |
| 2006.03.01 | 2007.03.31 | 槇原敬之 「五つの文字」                         | 槇原敬之 「五つの文字」                            |                          |
| 2007.04.02 | 2008.03.29 | 岩代太郎×都響（東京都交響楽団） 「GLOBAL RISE」 | 岩代太郎×都響（東京都交響楽団） 「SMILE TO SMILE」 |                          |
| 2008.03.31 | 2008.09.27 | YUI 「OH YEAH」                                 | YUI 「OH YEAH」                                    | ※4時台はAcoustic Version |
| 2008.09.29 | 2009.03.28 | JUJU 「I can be free」                          | JUJU 「I can be free」                             |                          |
| 2009.03.30 | 2009.09.26 | 斉藤和義 「ドント・ウォーリー・ビー・ハッピー」 | 斉藤和義 「ドント・ウォーリー・ビー・ハッピー」    |                          |
| 2009.09.28 | 2010.03.26 | BONNIE PINK 「Morning Glory」                   | BONNIE PINK 「Morning Glory」                      |                          |
| 2010.03.29 | 2010.10.01 | 秦基博 「今日もきっと」                         | 秦基博 「今日もきっと」                            |                          |
| 2010.10.04 | 2011.03.31 | Salyu 「magic」                                 | Salyu 「magic」                                    |                          |
| 2011.04.01 | 2011.09.30 | 2NE1 「GO AWAY」                                | 2NE1 「GO AWAY」                                   |                          |
| 2011.10.03 | 2012.03.30 | ナオト・インティライミ 「ガムシャララ」         | ナオト・インティライミ 「ガムシャララ」            |                          |
| 2012.04.02 | 2012.09.28 | 井手綾香 「眩しく優しく強く」                   | 井手綾香 「眩しく優しく強く」                      |                          |
| 2012.10.01 | 2013.03.29 | Rake 「ONE WAY」                                | Rake 「ONE WAY」                                   |                          |
| 2013.04.01 | 2013.09.27 | オースティン・マホーン 「Loving You Is Easy」   | オースティン・マホーン 「Loving You Is Easy」      |                          |
| 2013.09.30 | 2014.03.28 | E-girls 「Fancy baby」                          | E-girls 「Fancy baby」                             |                          |

## 番組の変遷
『めざにゅ〜』開始以前（1994年8月-2003年9月）
1994年8月、『めざまし天気』としてスタート（中断時期あり。その間は『めざましエクササイズ』を放送）。放送時間は5:30 - 5:55。ネット局はフジテレビを含む10局。1990年代、どの局も早朝5時台は天気予報メインだった。
1997年4月、社屋移転によりコリドール（渡り廊下）ブースからの放送。
1997年9月29日、放送開始時間が5:00に。V10スタジオからの放送で男女ペアで担当というシフトになる。
2001年4月、放送開始時間が4:30に。メインキャスターに勝恵子を起用。
2002年1月、『めざましテレビ』拡大に伴い、放送時間が5:25までに短縮（それにより5:30からネット局は放送終了）。
2002年10月、木・金曜キャスターに伊藤由希子を起用。
2002年12月27日、『めざまし天気』放送終了。
2003年1月6日、『めざまし新聞』にリニューアル。その日の朝刊からの記事紹介を中心に放送した。
2003年4月、『めざまし新聞for BIZ』として、ビジネスマン向けにリニューアル。キャスターは松尾紀子（フジテレビアナウンサー、月 - 水曜）と勝恵子（木・金曜）。同年6月27日で終了。
2003年7月1日、『めざビズ』にリニューアル。キャスターは相川梨絵（当時共同テレビアナウンサー、月・火曜）と梅津弥英子（フジテレビアナウンサー、水・木・金曜）。9月30日、『めざビズ』の放送終了（『めざまし天気』からの流れはここで終わり、本番組へと完全にリニューアルされる）。
番組初期-土曜版終了（2003年10月-2009年9月）
2003年10月1日、本番組スタート。放送開始時間が早くなり、4:00開始に。メインキャスターには、同年信越放送を退社した杉崎美香を起用。サブキャスターは月 - 水曜が戸部洋子、木・金曜が石本沙織。
2004年12月30日、石本沙織が『めざましテレビ』に出演するためこの日の放送をもって降板（『めざましテレビ』スポーツコーナーを担当していた当時フジテレビアナウンサーの福元英恵の出産のための降板（現在は退職）に伴うため）。
2005年1月6日、高橋真麻が木・金曜のサブキャスターに就任。
2005年9月28日、戸部洋子が降板。同年10月3日、遠藤玲子が月 - 水曜のサブキャスターに就任。
2005年10月6日、番組放送500回を突破。
2006年9月29日、高橋真麻が降板。同年10月5日、木 - 土曜のサブキャスターに松尾翠が就任。
2006年10月7日、関東ローカルで土曜の放送がスタート。杉崎・松尾が担当。
2007年7月第3週、放送開始から200週目を迎える。同年7月21日、放送1000回を突破した（ただし、1000回目は土曜日の放送のため、関東ローカルだけの放送）。
2007年9月26日、遠藤玲子が『めざましテレビ』に出演するためこの日の放送を以って降板（『めざましテレビ』スポーツキャスターの石本沙織が『ハピふる!』（現在は終了）のメインキャスターとして出演することに伴う措置）。10月1日、生野陽子が月 - 水曜のサブキャスターに就任。
2007年10月6日、松尾翠が土曜のメインキャスターに就任。サブキャスターには同年デビューした新人タレントの岩崎千明を起用（岩崎にとって初のレギュラー番組出演となり、またメインMC杉崎以外としては初の芸能人出演者となる）。
2008年3月31日、松尾翠が木・金曜のメインキャスターに就任（杉崎が『めざましどようび』のメインMCとして出演することや、ラジオ番組のメインパーソナリティに起用されたことなどに伴う措置）。同時に岩崎千明が木 - 土曜のサブキャスターに就任。
2008年9月29日、開始以来のメインキャスター・サブキャスター2名での進行体制を改め、メインキャスター（ニュース・番組進行担当）、情報キャスター（スポーツニュース、芸能ニュース担当）、天気予報キャスターの3名での進行に変更される。その情報キャスターとして、月 - 水曜が生野陽子（同じ曜日の天気予報キャスターから配置換え）、木 - 土曜が加藤綾子（新加入）。岩崎千明が月 - 金曜の天気予報キャスターとなる（土曜日は情報キャスターの加藤が兼任）。
2009年3月17日、放送開始から1500回目を突破。
2009年3月25日、生野陽子が『めざましテレビ』に出演するためこの日の放送以って降板。3月30日、宮瀬茉祐子が月 - 水曜の情報キャスターに就任。
2009年9月19日、松尾翠が降板（なお、2006年10月5日 - 同日までの約3年間という期間は、本番組キャスターを経験した出演者の中では最長(当時)の杉崎に次ぐ2番目に長いレギュラー期間であった（最短は宮瀬の半年間)。夏休みの関係で1週間早く降板となった。
2009年9月23日、宮瀬茉祐子が降板（生野降板から新人アナウンサーの山中、松村）が登用可能になるまでの暫定的な登用であった。正式レギュラーとしては、後に入社し出演することになる山﨑夕貴に次いで短期間（在任期間178日、出演日数78日）であった。また、本番組歴代キャスターの中で唯一年を越すことがなかった）。岩崎千明が天気予報キャスターを引退。9月24日、加藤綾子が木 - 金曜のメインキャスターに、岩崎千明が水 - 金曜の情報キャスターに就任。
2009年9月26日、土曜日の放送が終了。この日に限り加藤がメインキャスター、岩崎が情報キャスターを担当。翌週より同枠では『週刊フジテレビ批評』が拡大し、天気予報を内包した『新・週刊フジテレビ批評』が放送開始。
土曜版終了-杉崎降板まで（2009年10月-2011年9月）
2009年9月28日、椿原慶子が月・火曜の情報キャスターに、山中章子が月 - 水曜の天気予報キャスターに就任。
2009年9月30日、ハヤリ・MONOコーナーに山縣苑子が就任。
2009年10月1日、松村未央が木・金曜の天気予報キャスターに就任。
2009年12月7日 - 9日、メインキャスターである杉崎美香が体調不良（インフルエンザ）で休演。杉崎自身、夏休み等以外ではもちろん、体調不良による休演は番組開始以来初。代行は、12月7日 - 8日は加藤綾子、9日は同年9月23日に卒業したばかりの宮瀬茉祐子が務めた。宮瀬は代行(ピンチヒッター)という限定的な形だったが、当番組を卒業したアナウンサーが再びキャスターの立場で出演するという、番組開始以来初の出来事となった。
2010年3月25日、同日放送をもって関西テレビでの放送が終了。
2010年8月16日 - 20日、8月19日と20日に木、金のメインキャスターを担当している加藤綾子が夏休みのため、杉崎美香が代行を務めた。これにより、この週では2年4ヶ月ぶりに番組草創期同様の杉崎による月 - 金フル出演が実現した。
2010年9月13日、14日、杉崎美香が夏休みのため、椿原慶子が初めてメインキャスター代行を務める（所定のポジションであるスポーツ・芸能は岩崎千明が代行）。9月15日 - 17日、杉崎美香の夏休みおよび加藤綾子の他番組出演等のスケジュールにより、当番組OGの宮瀬茉祐子がメインキャスター代行を務めた（前述にある2009年12月以来、2回目の代行出演）。
2010年9月29日、ハヤリ・MONOコーナー担当の山縣苑子が結婚・妊娠とそれに伴う芸能界引退により降板。
2010年10月1日、加藤綾子が『めざましテレビ』に出演するためこの日の放送を以って降板。岩崎千明が情報キャスターを引退。岩崎はこの日をもってスタジオ出演も降板となる。これにより、スタジオ出演者が杉崎を除いて全員昭和60年代生まれになる。　
2010年10月4日、椿原慶子が月・火曜のメインキャスターに、山中章子が月 - 水の情報キャスターに、細貝沙羅が月 - 水曜の天気予報キャスターに就任。10月6日、杉崎美香が水 - 金曜のメインキャスターに担当変更、ハヤリ・MONOコーナーに芸能界を引退した山縣の後任として岩崎千明が就任。10月7日、松村未央が木・金の情報キャスターに、山﨑夕貴が木・金曜の天気予報キャスターに就任。
2010年10月11日 - 15日、月、火のメインキャスター椿原慶子の(遅い)夏休みのため、杉崎美香が月、火のメインキャスター代行を務めた。杉崎はこの年8月以来2度目の月 - 金曜フル出演となった。
2010年12月29日、「めざまし川柳」のコーナーが終了。番組開始当初から7年余続いたコーナーであり、コーナー存続期間最長だった。これにより、番組開始当初から続いたコーナー(ニュース・報道系を除く)が全て消滅することになった。
2011年1月20日、放送開始から2000回を突破した（番組の「きょうの1枚」のコーナーで、松村アナがめざにゅ〜放送開始当時高校生だったということで、自身の制服姿の写真を公開した(題名は「2000回のキセキ」)。高校時代、テニス部の朝練前にめざにゅ〜を見ていたこともあり、「当時から出演している美香さんの横に立っているのは不思議な感覚ですが嬉しい」と思い出と共に語った）。
2011年3月14日、全編11日に発生した東日本大震災に関するニュースに終始した。また、テレビ大分を除く全てのフジテレビ系列局で遅くとも4:25から臨時にネット受けした。15日以降も臨時ネットは規模を縮小しながら継続した。21日以降も仙台放送（宮城県）、さくらんぼテレビ（山形県）など一部でフルネット放送を3月下旬まで継続。
2011年3月29日、椿原慶子が『FNNスーパーニュース』に出演するためこの日の放送をもって降板。3月31日、山﨑夕貴が『めざましテレビ』に出演するためこの日の放送をもって降板（めざにゅ〜歴代キャスターの中で在任期間、出演日数共に最短(在任期間175日、出演日数49日)であった。また、新入社員として担当した本番組をわずか半年も満たない短期間で卒業し、めざましテレビへの起用は、フジ社内でもめざにゅ〜開始後では初であり、異例である）。
2011年4月1日、高見侑里が木・金曜の天気予報キャスターに就任。
2011年9月28日、細貝沙羅がFNNスーパーニュースに出演するためこの日の放送を以って降板。9月30日、番組開始時から8年間メインキャスターとして活躍してきた杉崎美香およびナビゲーション・ナレーターを務めてきた藤井佑実子に加え、松村未央が降板。
杉崎降板以降（2011年10月-現在）
2011年10月3日からの週、番組開始当時サブキャスターとして活躍していた戸部洋子、石本沙織が古巣である本番組にメインキャスターとして復帰。2010年10月に生野陽子アナ卒業、岩崎千明がスタジオ出演降板以降、昭和50年代生まれは前述で卒業した杉崎美香のみだったが、戸部、石本両アナウンサー復帰により2年ぶりに昭和50年代生まれが複数（2人）となった。また、番組卒業者が復帰した例としては、宮瀬茉祐子アナ(現在は退職)に続き2例目。戸部アナが月・火曜、石本アナが水 - 金曜を担当する。これにより、高見とハヤリ・MONOコーナーにレポーターとしてVTR出演している岩崎、ナレーション以外の全員がフジテレビアナウンサーというメンバー構成になった。
2011年10月3日、戸部洋子が月・火のメインキャスターに復帰、竹内友佳が月 - 水の天気予報キャスターに就任。10月5日、石本沙織が水 - 金のメインキャスターに復帰。10月6日、高見侑里が木・金の情報キャスターに、三田友梨佳が木・金曜の天気予報キャスターに就任。
2012年9月26日、山中章子が降板。9月28日、石本沙織がFNNスーパーニュースに出演するためこの日の放送をもって降板。
2012年10月1日、戸部洋子が降板した同期の石本沙織が受け持っていた内の水曜日のメインキャスターを継承。これにより、月 - 水のメインキャスターを担当という形になる。高見侑里が月・火の情報キャスターに担当変更、久代萌美が月 - 水の天気予報キャスターに就任。10月3日、三田友梨佳が水曜日の情報キャスターに就任。10月4日、松尾翠が木・金のメインキャスターに復帰。竹内友佳が木・金の情報キャスターに、色紙千尋が木・金曜の天気予報キャスターに就任。
2013年3月27日、戸部洋子、三田友梨佳が降板。なお、戸部の降板により、めざにゅ〜放送開始当時のキャスターが全員降板したこととなった。
2013年4月1日、セント・フォース所属で元NHKアナウンサーの神田愛花が月 - 水のメインキャスターに就任。なお、セント・フォース所属のフリーアナウンサー・タレントが就任するのは高見登場以来。また、局アナ経験のフリーアナウンサー・タレントでは初代メインキャスターの杉崎美香以来。
2013年5月20日から、スポーツ紙一面チェック後、芸能コーナーと曜日別コーナーの順番が入れ替わり、4:59に全国の天気予報が入るようになった。
2013年9月2日週は、月曜日-水曜日の天気担当の久代アナが夏休みで木曜日・金曜日担当の色紙キャスターが代行。また、9月2日・9月3日はフジテレビ所属のアナウンサーがいない放送となった。
2013年9月25日、イマ知りコーナー担当の岩崎千明が降板。
2013年9月27日、松尾翠が降板。色紙千尋が天気予報キャスターを引退。色紙はこの日をもってスタジオ出演も降板となる。
2013年10月2日、三上真奈が水 - 金の天気予報キャスターに就任、イマ知りコーナーに岩崎の後任として色紙千尋が就任。10月3日、当時サブキャスターとして活躍していた遠藤玲子が古巣である本番組の木・金のメインキャスターとして復帰。

## スタッフ
- 技術:八峯テレビ
- チーフプロデューサー:角谷公英（フジテレビ情報制作局）

### 過去のスタッフ
- プロデューサー:柴崎敦子（初代プロデューサー→フジテレビCS事業部）
- チーフプロデューサー:五十嵐英次（フジテレビ情報制作局→故人）